# ニシキオオツバメガ
ニシキオオツバメガまたはニシキオオツバメ Chrysiridia rhipheus は、鱗翅目（チョウ目）ツバメガ科のガの一種。しばしば「世界でもっとも美しい鱗翅類」と形容される。

## 概要

Chrysiridia rhipheus

成虫の開翅長は75 - 90mm。翅の模様は黒を基調に金属光沢を帯びた緑の縦帯が入り、後翅にはこれに加えて同様に輝く青斑や、見る方向により赤から紫まで虹の如く色調が微妙に変化する紅斑が入る。これらは表裏両面で基本的に変わらないが、裏面の方が金属光沢を帯びた色彩を呈する面積が若干広い。こういった部分には色素がなく、光沢や輝きは本種のリボン状の鱗粉に彫られた微小な溝に屈折した光が干渉しておきる構造色である。
この特性は本属と南米産の Urania 属に共通する。

## 分布
アフリカ東岸沖のインド洋に浮かぶマダガスカル島固有種であり、島東側の Omphalea oppositifolia の繁茂する森林が分布の中心であるが、季節により島中央の高原を越え、島西側の石灰岩カルスト地帯にまで移動することがある。
また近縁種である Chrysiridia croesus が東タンザニアに分布する。

## 生態
多くのガの成虫は夜行性であるが、本種は昼行性である。また派手な色彩の昼行性ガの多くがそうであるように、本種も有毒である。
幼虫は黄白色で黒い剛毛で覆われており、黒疣と赤い足を有する。食草はアルカロイドを含むトウダイグサ科の Omphalea 属で、幼虫のときに摂取した毒はそのまま成虫になったときまで体内で保持する。

## 人間との関係
本種の特徴は印象的な美しい輝きを有する翅である。ゆえに発見当初はチョウとして扱われ、東アジアに同様の特徴を有する種の多いアゲハチョウ属 Papilio に分類されていた。これは本種が後翅に尾状突起を有している（アゲハチョウ属の特徴）ことも関連したと思われる
現在本種はツバメガ科に分類されているので真のガ（触角の先端に鱗粉による球状の物体が無く、一様な触角であるためガに分類される）と言えるが、地味なガの印象とは裏腹に、しばしば冒頭に記した言葉で賞賛される。さらには同じ構造色による輝く翅を有するモルフォやトリバネチョウといったチョウを差し置いて、チョウ目昆虫のなかで最も印象的で美しい種に選定されることもままある。
ビクトリア朝時代のイギリスでは、この翅が装身具に加工されたり、宝石として扱われたりしていた。その際、裏面の方が輝く部分の面積が多いので、裏面を表に出して用いられたようである。
現地のマダガスカル人は現地語で本種を Adriandolo 又は Lolonandriana と呼ぶ。前者は「高貴なるチョウ」、後者は「高邁なる精神」を意味する。